# Mimoň
Mimoň (niem. Niemes) − miasto w Czechach, w kraju libereckim.
Według danych z 31 grudnia 2003 powierzchnia miasta wynosiła 1548 ha, a liczba jego mieszkańców 6692 osób.
W miejscowości znajduje się stacja kolejowa Mimoň.

## Demografia
| Rok             | 1970  | 1980  | 1991  | 2001  | 2003  |
| --------------- | ----- | ----- | ----- | ----- | ----- |
| Liczba ludności | 6 294 | 7 048 | 6 487 | 6 737 | 6 692 |

Źródło: Czeski Urząd Statystyczny

## Historia
Pierwsza wzmianka o osadzie Mimoň pochodzi z czasów rzymskich, z IV wieku n.e. Prawa miejskie Mimoň uzyskał w XIV wieku. Do roku 1945 przeważała w mieście ludność niemiecka.

## Przemysł
Do niedawna prężnie działały tu zakłady wydobycia i przeróbki rud uranu. Obecnie dominuje przemysł tekstylny i drzewny. Osobliwością wśród zabytków jest wierna kopia Grobu Chrystusa.

## Edukacja
W mieście działalność edukacyjną, kulturalną i sportową prowadzą m.in. 3 szkoły podstawowe, 2 gimnazja, Dom Kultury, towarzystwo muzyczne, kluby sportowe.

## Współpraca
- Oelsnitz, Niemcy
- Złotoryja, Polska
- Nová Baňa, Słowacja